# Tracy Caldwell
Tracy Ellen Caldwell Dyson, née le 14 août 1969 à Arcadia en Californie, est une physicienne et  astronaute pour la NASA américaine.

## Biographie
Elle étudie en chimie à l'université d'État de Californie à Fullerton, et obtient un Bachelor of Sciences en 1993, puis elle étudie en chimie physique à l’université de Californie à Davis et obtient un doctorat en 1997. Elle étudie également, via sa formation à la NASA, en communications des véhicules spatiaux. Elle est la première personne à communiquer en langue des signes dans l'espace.

## Carrière à la NASA
Elle est sélectionnée dans le groupe 17 d'astronautes de la NASA en juin 1998.

### Première mission

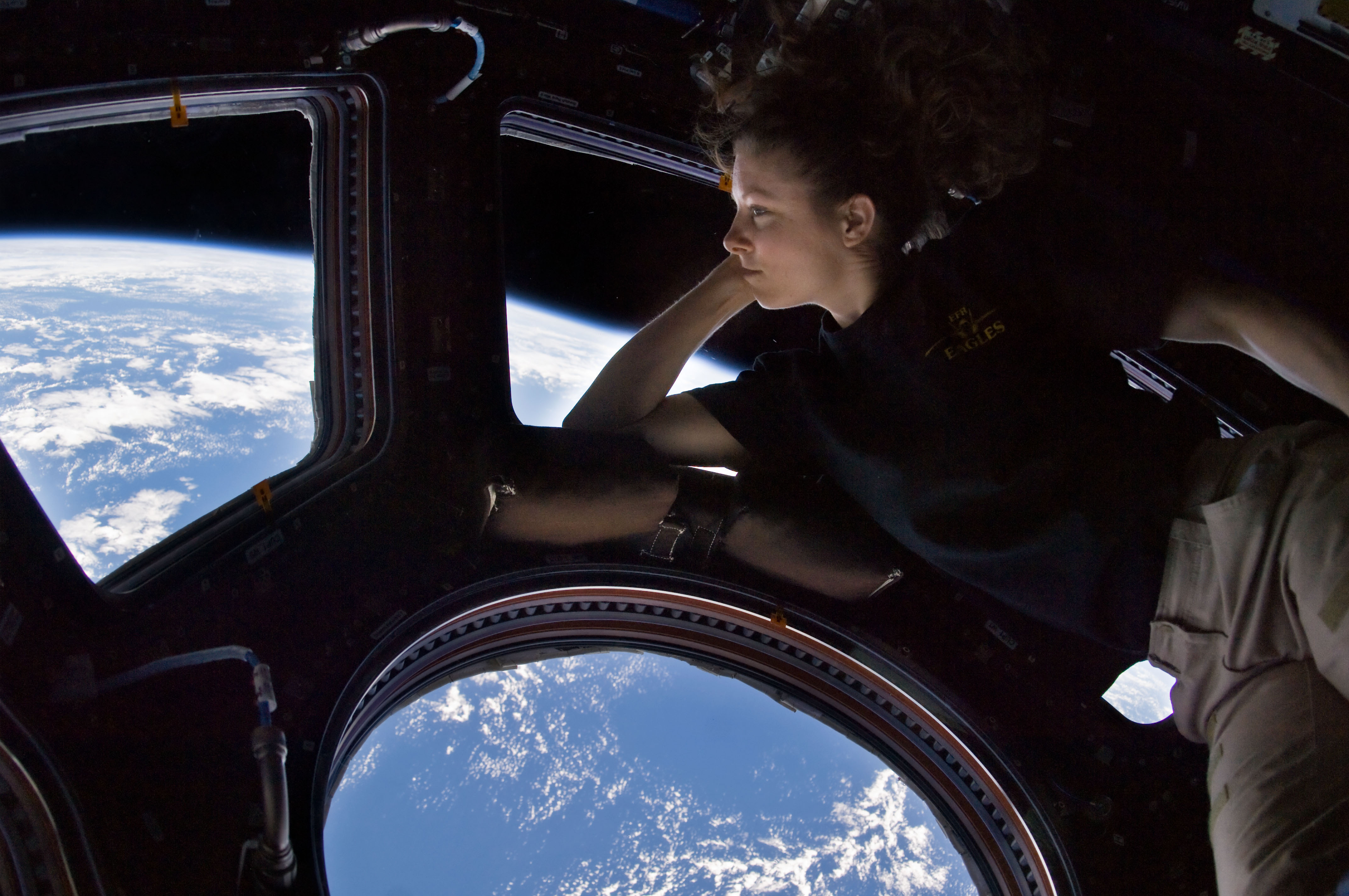
Tracy Caldwell dans la coupole d'observation de l'ISS.

Elle a participé à la mission de la navette spatiale Endeavour STS-118, décollant le 8 août 2007. 

### Seconde mission
Elle est désignée comme ingénieur de vol 2 à bord de la station spatiale internationale pour l'Expédition 23 et l'Expédition 24. Le 4 avril 2010, elle rejoint la station spatiale internationale  à bord du vaisseau Soyouz TMA-18. Son retour, le 25 septembre, aux petites heures du matin, après un séjour de six mois dans la station spatiale internationale, s'est effectué dans la capsule du vaisseau russe Soyouz, laquelle s'est posée en douceur dans les steppes du Kazakhstan. Fait marquant de cette fin de mission, le 24 septembre 2010, le vaisseau Soyouz TMA-18 n'avait pas réussi à se désamarrer de la station spatiale internationale, une première dans l'histoire de la station orbitale.

### Troisième mission
Caldwell-Dyson devrait repartir pour une mission de longue durée sur l'ISS en 2024, décollant à bord du Soyouz MS-25.

## Vie personnelle
Ses passe-temps sont la course à pied, la randonnée, le basket-ball et la réparation de voitures. Lors de ses études, elle a pratiqué le sprint (course) et le saut en longueur.
Elle est chrétienne, membre de l’Église baptiste Providence de Pasadena (Texas) .